# Vela nos Jogos Olímpicos de Verão de 1928 - Dinghy 12 pés
As provas da classe Dinghy 12 pés da vela nos Jogos Olímpicos de Verão de 1928 ocorreram entre 2 e 8 de agosto daquele ano no Golfo de Zuiderzê, nos Países Baixos. O programa compunha oito regatas. Para esta classe, houve 23 velejadores em embarcações individuais.

## Calendário
| ● | Competições desportivas | ● | Finais |

| Dinghy 12'                | 1 – 10 11 – 20 | Odd Even | 1 – 10 11 – 20 | Odd Even | Dia de descanso | ●● | ●● |
| Total de medalhas de ouro |                |          |                |          |                 |    | 1  |

## Configuração do curso
O percurso na figura a seguir foi usado durante as regatas olímpicas da classe Dinghy 12' de 1928:

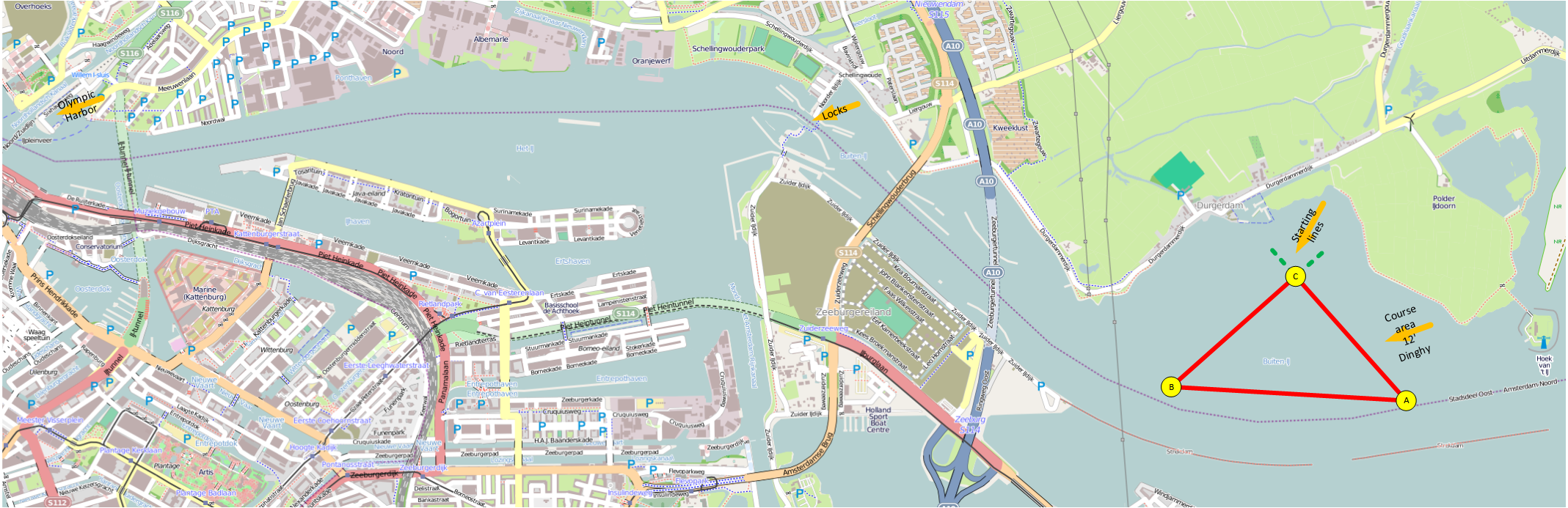
Área do curso

## Medalhistas
O sueco Sven Thorell finalizou a competição em primeiro lugar, conquistando a medalha de ouro. A prata firmou-se com Henrik Robert, da Noruega. Por fim, a medalha de bronze ficou com o finlandês Bertil Broman.
|  | SWE Suécia   |  | NOR Noruega   |  | FIN Finlândia |
|  | Sven Thorell |  | Henrik Robert |  | Bertil Broman |

## Resultados
Estes foram os resultados da competição:

### Classificação diária

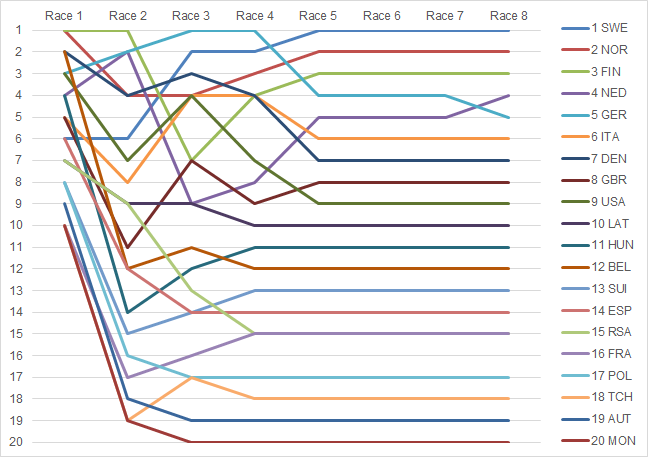
Gráfico mostrando a classificação diária na classe.

### Eliminatórias
| Pos. | Velejador(es)                         | Regata 1 | Regata 1 | Regata 1 | Regata 1 | Regata 2 | Regata 2 | Regata 2 | Regata 2 | Regata 3 | Regata 3 | Regata 3 | Regata 3 | Regata 4 | Regata 4 | Regata 4 | Regata 4 | Total |
| Pos. | Velejador(es)                         | Pos.     | Pts.     | Pos.     | Pts.     | Pos.     | Pts.     | Pos.     | Pts.     | Pos.     | Pts.     | Pos.     | Pts.     | Pos.     | Pts.     | Pos.     | Pts.     | Total |
| ---- | ------------------------------------- | -------- | -------- | -------- | -------- | -------- | -------- | -------- | -------- | -------- | -------- | -------- | -------- | -------- | -------- | -------- | -------- | ----- |
| 1    | GER Edgar Beyn                        | 3        | 3        |          |          | 2        | 2        |          |          | 1        | 1        |          |          | 3        | 3        |          |          | 9     |
| 2    | SWE Sven Thorell                      |          |          | 6        | 6        | 1        | 1        |          |          |          |          | 1        | 1        | 2        | 2        |          |          | 10    |
| 3    | NOR Henrik Robert                     | 1        | 1        |          |          | 5        | 5        |          |          | 3        | 3        |          |          | 1        | 1        |          |          | 10    |
| 4    | FIN Bertel Broman                     |          |          | 1        | 1        |          |          | 2        | 2        |          |          | DNF      | 10       |          |          | 1        | 1        | 14    |
| 5    | ITA Tito Nordio                       | 5        | 5        |          |          |          |          | 4        | 4        | 2        | 2        |          |          |          |          | 3        | 3        | 14    |
| 6    | DEN Jacob Andersen                    | 2        | 2        |          |          | 4        | 4        |          |          | 4        | 4        |          |          | 4        | 4        |          |          | 14    |
| 7    | USA Manfred Curry                     |          |          | 3        | 3        |          |          | 5        | 5        |          |          | 3        | 3        |          |          | 4        | 4        | 15    |
| 8    | NED Willem de Vries Lentsch           |          |          | 4        | 4        |          |          | 1        | 1        |          |          | DNF      | 10       |          |          | 2        | 2        | 17    |
| 9    | GBR Gordon Fowler/Harold Gaydon       |          |          | 5        | 5        |          |          | 6        | 6        |          |          | 2        | 2        |          |          | 5        | 5        | 18    |
| 10   | LAT Kurts Klāsens                     |          |          | 7        | 7        | 3        | 3        |          |          |          |          | 5        | 5        | 8        | 8        |          |          | 23    |
| 11   | HUN Raul Uhl                          | 4        | 4        |          |          | 10       | 10       |          |          | 5        | 5        |          |          | 5        | 5        |          |          | 24    |
| 12   | BEL Léon Huybrechts                   |          |          | 2        | 2        | DNF      | 10       |          |          |          |          | 4        | 4        | DSQ      | 10       |          |          | 25    |
| 13   | SUI Henri Fivaz                       |          |          | 8        | 8        | 7        | 7        |          |          |          |          | 7        | 7        | 6        | 6        |          |          | 28    |
| 14   | ESP Santiago Amat                     | 6        | 6        |          |          | 6        | 6        |          |          | DNS      | 10       |          |          | 7        | 7        |          |          | 29    |
| =    | FRA Charles Laverne/Louis Pauly       | DNF      | 10       |          |          |          |          | 7        | 7        | 6        | 6        |          |          |          |          | 6        | 6        | 29    |
| 16   | RSA Rupert Ellis-Brown                | 7        | 7        |          |          |          |          | 3        | 3        | DNS      | 10       |          |          |          |          | DNS      | 10       | 30    |
| 17   | POL Władysław Krzyżanowski/Adam Wolff | 8        | 8        |          |          |          |          | 8        | 8        | DNS      | 10       |          |          |          |          | 7        | 7        | 33    |
| 18   | TCH Rudolf Winter                     |          |          | 10       | 10       |          |          | DNF      | 10       |          |          | 6        | 6        |          |          | 8        | 8        | 34    |
| 19   | AUT Robert Johanny                    |          |          | 9        | 9        | DNF      | 10       |          |          |          |          | DNF      | 10       | DNS      | 10       |          |          | 39    |
| 20   | MON Émile Barral                      | DNF      | 10       |          |          |          |          | DNF      | 10       | DNS      | 10       |          |          |          |          | DNS      | 10       | 40    |

### Fase final
| Pos.              | Velejador(es)                         | Regata 1 | Regata 1 | Regata 2 | Regata 2 | Regata 3 | Regata 3 | Regata 4 | Regata 4 |
| Pos.              | Velejador(es)                         | Pos.     | Pts.     | Pos.     | Pts.     | Pos.     | Pts.     | Pos.     | Pts.     |
| ----------------- | ------------------------------------- | -------- | -------- | -------- | -------- | -------- | -------- | -------- | -------- |
| Medalha de ouro   | SWE Sven Thorell                      | 1        | 1        | 3        | 3        | 1        | 1        | 2        | 2        |
| Medalha de prata  | NOR Henrik Robert                     | 2        | 2        | 1        | 1        | 4        | 4        | 3        | 3        |
| Medalha de bronze | FIN Bertel Broman                     | 3        | 3        | 9        | 9        | 2        | 2        | 6        | 6        |
| 4                 | NED Willem de Vries Lentsch           | 7        | 7        | 6        | 6        | 5        | 5        | 1        | 1        |
| 5                 | GER Edgar Beyn                        | 4        | 4        | 4        | 4        | 6        | 6        | 7        | 7        |
| 6                 | ITA Tito Nordio                       | 10       | 10       | 2        | 2        | 3        | 3        | 5        | 5        |
| 7                 | DEN Jacob Andersen                    | 5        | 5        | 8        | 8        | DNS      | 10       | DNS      | 10       |
| 8                 | GBR Gordon Fowler/Harold Gaydon       | 6        | 6        | 5        | 5        | DSQ      | 8        | 4        | 4        |
| 9                 | BEL Léon Huybrechts                   | 2        | 10       | 4        | 9        |          |          |          |          |
| 10                | USA Manfred Curry                     | DNF      | 10       | 7        | 7        | DNS      | 10       | DNS      | 10       |
| 11                | LAT Kurts Klāsens                     | 8        | 8        | 10       | 10       | 7        | 7        | 8        | 8        |
| 12                | RSA Rupert Ellis-Brown                |          |          |          |          |          |          |          |          |
| 13                | HUN Raul Uhl                          |          |          |          |          |          |          |          |          |
| 14                | ESP Santiago Amat                     |          |          |          |          |          |          |          |          |
| 14                | FRA Charles Laverne/Louis Pauly       |          |          |          |          |          |          |          |          |
| 16                | SUI Henri Fivaz                       |          |          |          |          |          |          |          |          |
| 17                | TCH Rudolf Winter                     |          |          |          |          |          |          |          |          |
| 18                | POL Władysław Krzyżanowski/Adam Wolff |          |          |          |          |          |          |          |          |
| 19                | AUT Robert Johanny                    |          |          |          |          |          |          |          |          |
| 20                | MON Émile Barral                      |          |          |          |          |          |          |          |          |